# وليد السعيدان
وليد بن راشد السعيدان هو عالم سني وفقيه سعودي وإمام وخطيب مسجد «الشيخ راشد بن خنين» ومن سكان منطقة الدلم في المملكة العربية السعودية، له مجموعة من الدروس العلمية والشروحات في الأصول موجودة على شبكة الإنترنت، وله العديد من المؤلفات المطبوعة والبحوث المنشورة والرسائل القصيرة.

## عمله
يعمل الآن مدرسًا في المعهد العلمي في منطقة الدلم في المملكة العربية السعودية وله العديد من الدروس في العقيدة والفقه وأصول الفقه والقواعد الفقهية.

## المؤلفات
- اتحاف أهل الالباب بمعرفة التوحيد والعقيدة في سؤل وجواب، دار الأصحاب للنشر والتوزيع، الرياض، 2010
- اتحاف النبهاء بضوابط الفقهاء، دار اللؤلؤة للنشر والتوزيع، مصر، 2021
- تلقيح الأفهام العلية بشرح القواعد الفقهية، دار اللؤلؤة للنشر والتوزيع، مصر، 2021
- أحكام الكلام على لامية شيخ الإسلام، دار اللؤلؤة للنشر والتوزيع، مصر، 2021
- أصول الفقه على منهج أهل السنة -تأصيلا وتدليلا وتفريعا، دار القلم للطباعة والنشر والتوزيع، دمشق، 2022
- الانجم الزهرات في حل اخصر المختصرات.
- الى متى عدم الحكمة.
- تحرير القواعد ومجمع الفرائد.
- تذكير الأماجد بأدلة و فروع قواعد المصالح والمفاسد
- حكم التصوير الفوتوغرافي.
- كشف الالتباس عن كثير من مسائل: الحيض والنفاس
- تذكير اسود الصحوة بجمل من قواعد الدعوة.
- شرح منظومة تائية العقيدة.
- شرح منظومة الألفية في العقيدة.
- شرح متن الورقات.
- الرَّاصد في فقه المقاصد.
- شرح الكُلِّيات الفقهية.
- شرح الأرجوزة المفيدة في نظم قواعد العقيدة.
- شرح رسالة سبيل الرشاد في توضيح الاعتقاد.
- شرحٌ لجملٍ من قواعدِ الصيامِ.
- شرح المنظومة السَّنيَّة في أصول الفقه والقواعد الفقهيّة.
- شرح خلاصة القواعد الأصوليّة.
- شرح الأصول الثلاثة.[3][4]